# Ptilinopus
Ptilinopus là một chi chim trong họ Columbidae. Đây là một chi lớn với khoảng 50 loài, một vài loài trong đó đã tuyệt chủng hoặc bị đe dọa tuyệt chủng.

## Các loài
- Ptilinopus cinctus
- Ptilinopus dohertyi
- Ptilinopus porphyreus
- Ptilinopus marchei
- Ptilinopus merrilli
- Ptilinopus occipitalis
- Ptilinopus fischeri
- Ptilinopus jambu
- Ptilinopus subgularis
- Ptilinopus leclancheri
- Ptilinopus bernsteinii
- Ptilinopus magnificus
- Ptilinopus perlatus
- Ptilinopus ornatus
- Ptilinopus tannensis
- Ptilinopus aurantiifrons
- Ptilinopus wallacii
- Ptilinopus superbus
- Ptilinopus perousii
- Ptilinopus porphyraceus
  - Ebon Purple-capped Fruit Dove, Ptilinopus porphyraceus marshallianus - nghi ngờ khác biệt; tuyệt chủng (cuối thế kỷ 19)?
- Ptilinopus pelewensis
- Ptilinopus rarotongensis
  - Mauke Fruit Dove, Ptilinopus rarotongensis "byronensis" - tuyệt chủng (giữa-cuối thế kỷ 19)
- Tubuai Fruit Dove, Ptilinopus sp. - tiền sử
- Ptilinopus roseicapilla

- Ptilinopus regina
- Ptilinopus richardsii
- Ptilinopus purpuratus
- Ptilinopus chalcurus
- Ptilinopus coralensis
- Ptilinopus greyii
- Ptilinopus huttoni
- Ptilinopus dupetithouarsii

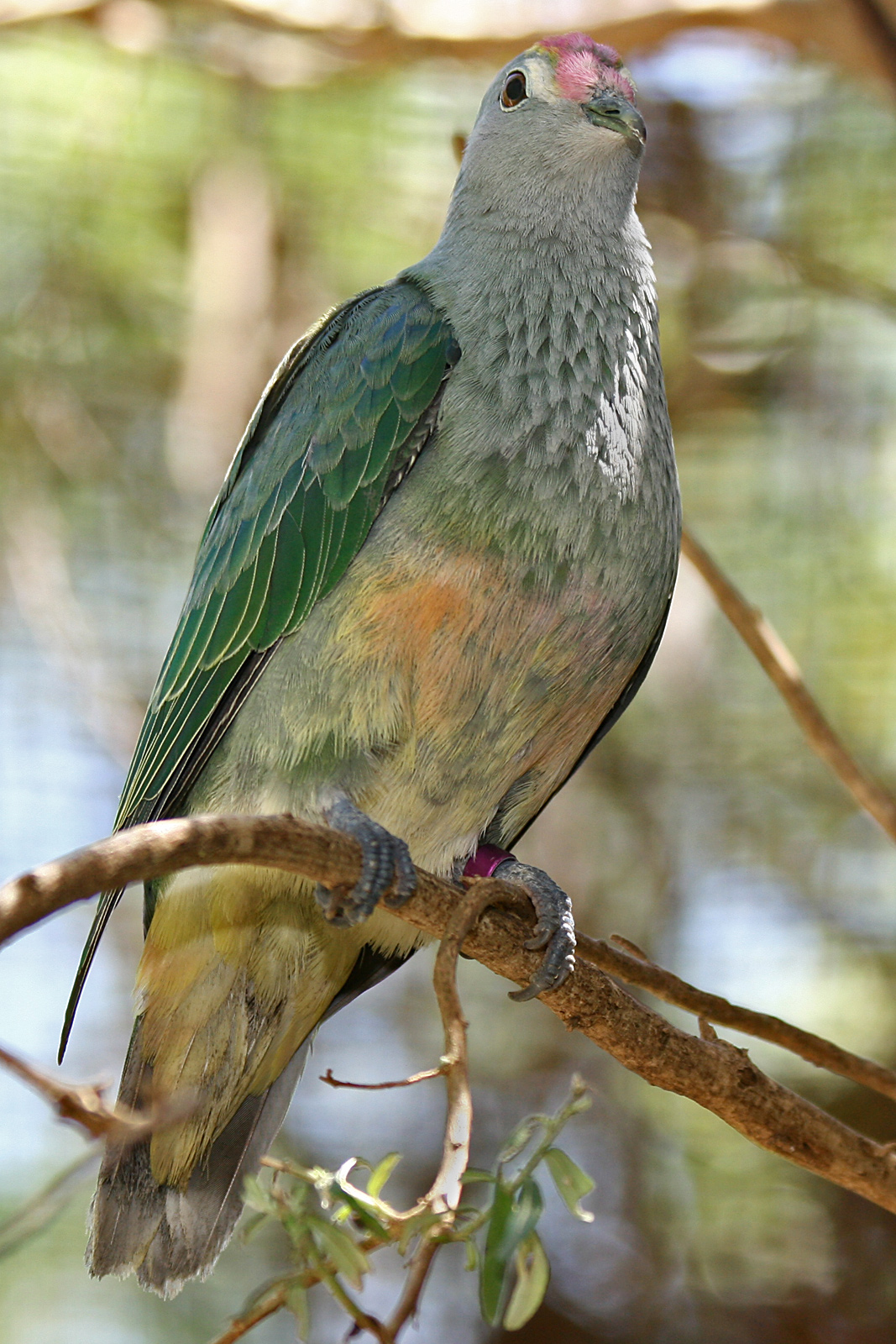
Ptilinopus regina ở Úc và Indonesia

- Ptilinopus mercierii - tuyệt chủng (giữa thế kỷ 20)
- Ptilinopus insularis
- Ptilinopus coronulatus
- Ptilinopus pulchellus
- Ptilinopus monacha
- Ptilinopus rivoli
- Ptilinopus solomonensis
- Ptilinopus viridis
- Ptilinopus eugeniae

- Ptilinopus iozonus
- Ptilinopus insolitus
- Ptilinopus hyogaster
- Ptilinopus granulifrons
- Ptilinopus melanospilus
- Ptilinopus nainus

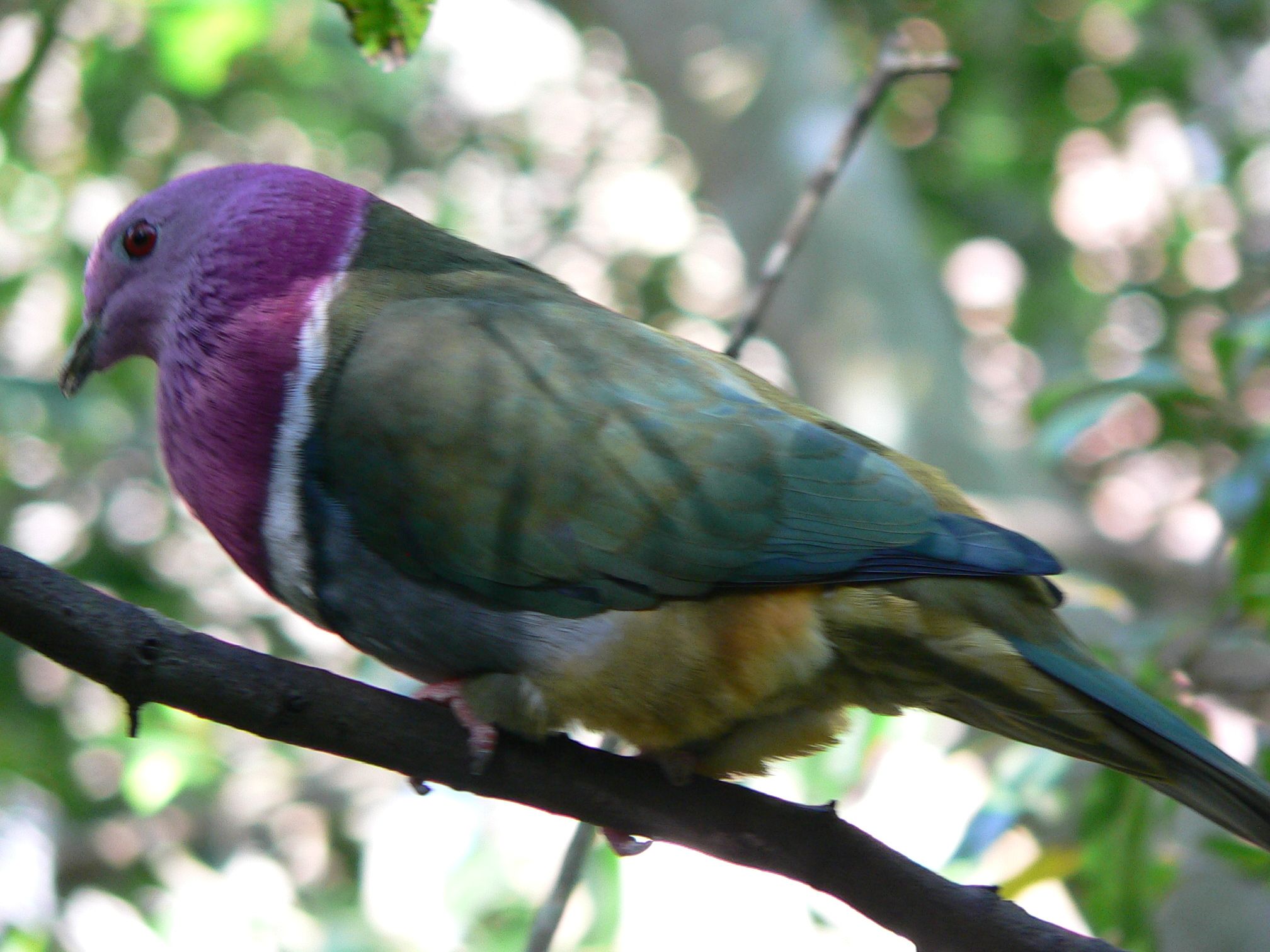
Ptilinopus porphyreus trống

- Ptilinopus arcanus - có thể tuyệt chủng (cuối thế kỷ 20?)
- Ptilinopus victor
- Ptilinopus luteovirens
- Ptilinopus layardi